# NGC 1395
NGC 1395 è una galassia ellittica nella costellazione di Eridano.
Si individua 1,5 gradi a sud-est della stella Tau 4 Eridani; si presenta in un telescopio da 80mm di apertura come una macchia chiara circolare, priva di dettagli. Ad ingrandimenti maggiori la galassia si mostra leggermente allungata in senso est-ovest. Dista dalla Via Lattea circa 52 milioni di anni-luce.

## Gruppo di NGC 1395
NGC 1395 è la più vasta e la più luminosa di un gruppo di galassie che porta il suo nome. Il Gruppo di NGC 1395 è a sua volta incluso nel più vasto Ammasso di Eridano, e comprende almeno 31 galassie, tra cui NGC 1315, NGC 1325, NGC 1331, NGC 1332, NGC 1347, NGC 1353, NGC 1371, NGC 1377, NGC 1385, NGC 1401, NGC 1414, NGC 1415, NGC 1422, NGC 1426, NGC 1438, NGC 1439, IC 1952, IC 1953 e IC 1962.